# Morbus
Morbus é uma obra literária de estética naturalista do autor pernambucano Faria Neves Sobrinho (1872-1927).
O romance, embora de valiosa importância, tem estranha estrutura. Em dois terços da obra, o autor mostra a destruição de uma família pelas doenças físicas e mentais, herdadas geralmente como taras, das gerações anteriores. O terço restante fica para ataques à Igreja e a tudo o que nela haja ligação, como o misticismo, a crendice e o charlatanismo daqueles que buscam na religião uma capa para encobrir seus anseios egoístas. O autor se foca na hipocrisia da sociedade, da fraqueza dos indivíduos dominados pelo determinismo genético, parecendo levar a bom termo as características mais relevantes da escola de Zola.
Não raro, também faz com tamanha eficácia a análise de certos tipos característicos da sociedade. Morbus, de Faria Neves Sobrinho, cuja primeira edição é de 1898, é o único desta primeira leva da coleção a ter alcançado projeção nacional. Publicado pela representativa editora do Rio de Janeiro, Laemmert, com prefácio do jurista Clóvis Bevilacqua, é sempre comentado nos compêndios que tratam desse período literário. Lúcia Miguel-Pereira, em sua imprescindível História da Literatura Brasileira - De 1870 a 1920, chega a afirmar que, "livro bem escrito e bem urdido" mereceria maior destaque da crítica.  Este, infelizmente, é muito difícil de ser encontrado, embora tenha sido recentemente reeditado graças aos esforços de Lucilo Varejão Filho, insígne pesquisador e membro da Academia Pernambucana de Letras. A primeira edição é raríssima e está restrita apenas a algumas pouquíssimas bibliotecas públicas e coleções particulares. Os poucos exemplares, dado o tempo, sempre estão ameaçados do mais completo perecimento.

## Referência
- COUTINHO, Afrânio; SOUSA, J. Galante de. Enciclopédia de literatura brasileira. São Paulo: Global.